# Herbert Flack
Pour les articles homonymes, voir Flack.
Herbert Flack, né à Reet (province d'Anvers - Belgique) le 9 juin 1949, est un acteur belge néerlandophone.

## Biographie
Herbert Flack passe son enfance à  Boom. Il étudie le théâtre au Conservatoire royal flamand de musique d'Anvers et en sort diplômé avec distinction en 1971.
Herbert Flack a joué dans plus de trente films.
Dans le dessin animé Tarzan (1999) des Studios Disney, il est la voix de Kerchak.

### Vie privée
Herbert Flack a été marié pendant 43 ans avec la présentatrice de télévision Mimi Peetermans, l'un de ses anciens professeurs, morte début 2014.
Il se marie à nouveau en septembre 2014,. Son épouse, Fabienne Arras, meurt d'une chute en Espagne le 2 juillet 2020,.

## Filmographie
- 1976 : Pallieter
- 1979 : Mijn vriend de Fons Rademakers : lt. Tille
- 1981 : Brugge, die stille de Roland Verhavert
- 1984 : De leeuw van Vlaanderen d'Hugo Claus
- 1986 : Springen de Jean-Pierre De Decker
- 1986 : Les Gravos (Flodder) de Dick Maas
- 1987 : Hector
- 1988 : L'Œuvre au noir d'André Delvaux :
- 1990 : Koko Flanel
- 1992 : Boys de Jan Verheyen
- 1992 : Daens : Vanlangenhove
- 1993 : Ad fundum d'Erik Van Looy
- 1995-aujourd'hui : Thuis (soap opera)